# Sperrstelle Näfels

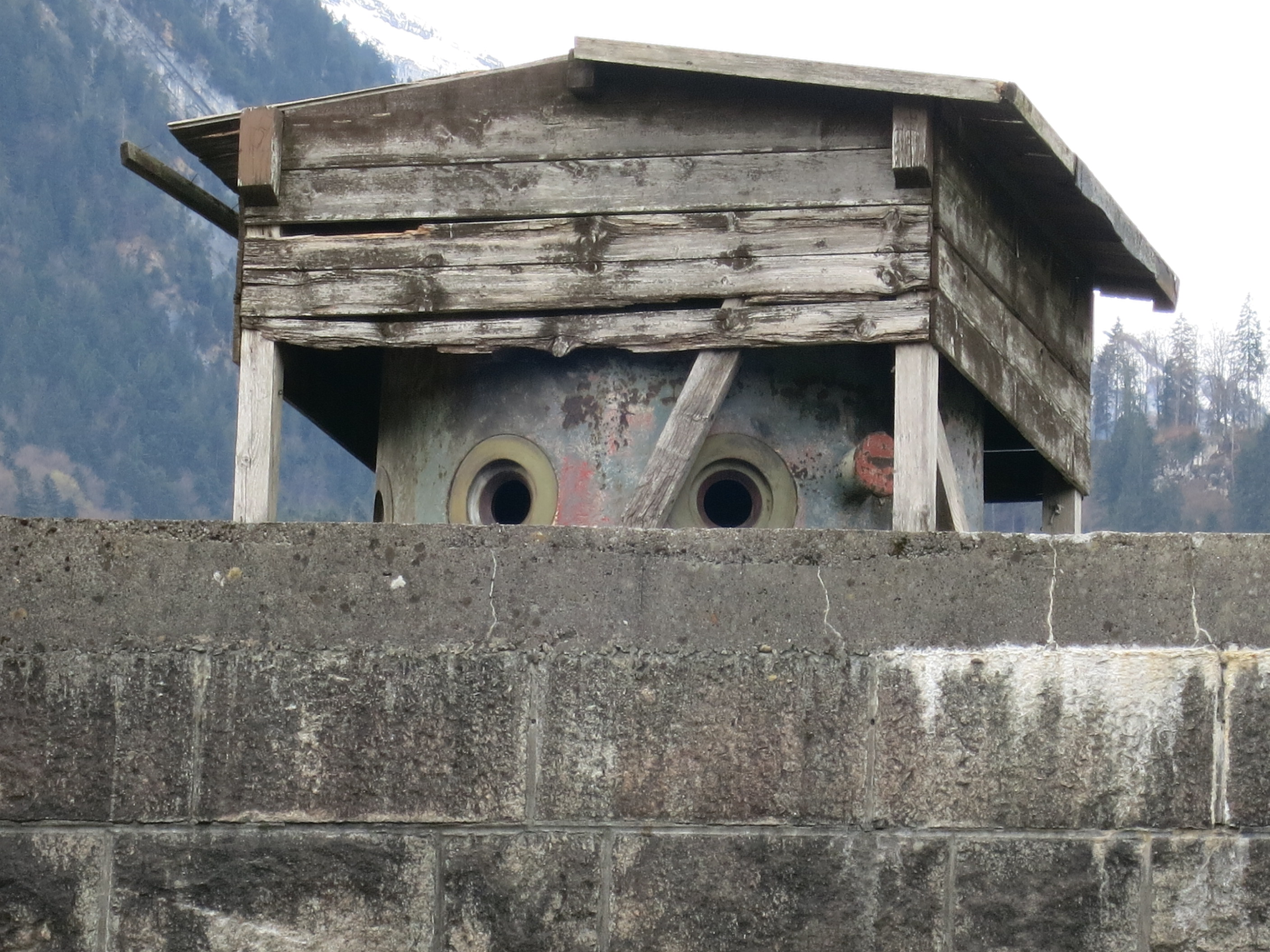
Beobachtungspanzerturm des Infanteriebunkers Autschachen A 6753

Die Sperrstelle Näfels (Armeebezeichnung Nr. 2419) war eine Verteidigungslinie der Schweizer Armee am ehemaligen Reduiteingang. Sie erstreckt sich nördlich von Näfels quer über den Taleingang ins Glarnerland.
Im Zweiten Weltkrieg wurde sie von der direkt dem 4. Armeekorps unterstellten Gruppe Glärnisch betrieben, der auch das Glarner Gebirgsfüsilierbataillon 85 angehörte. 1947 wurde sie von der Reduitbrigade 24 übernommen.
Sie wurde in den 1990er Jahren aufgegeben und wird als Sperrstelle von nationaler Bedeutung erhalten.

## Sperrstelle Näfels

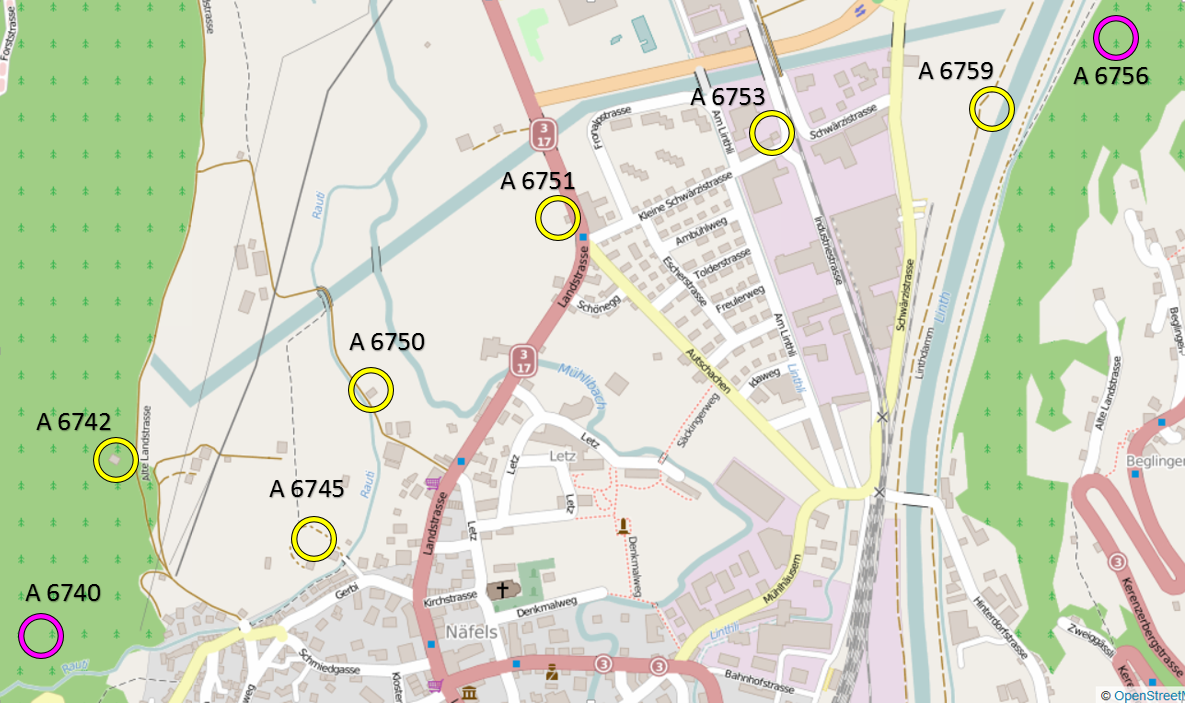
Wassergefüllter Tankgraben quer über die Talebene, pink = Artilleriewerke, gelb = Infanteriebunker

Unweit der heutigen Sperrstelle war 1352 eine mittelalterliche Letzimauer erbaut worden und ebenfalls in der Nähe fand 1388 die Schlacht bei Näfels statt.
Während des Zweiten Weltkriegs wurde die Sperrstelle mit dem wassergefüllten Tankgraben (Armeebezeichnung T 3500), Infanteriebunkern, den Artilleriewerken Niederberg und Beglingen sowie den Artilleriebunkern in den Ennetbergen erstellt. Sie hatte den Auftrag, den Durchbruch eines Gegners Richtung Glarus-Klausenpass zum Reduit zu verhindern.
Im Juli 1941 wurde mit dem Bau eines Tankgrabens begonnen, der heute aufgrund seiner ökologischen Bedeutung erhalten wird. Der wassergefüllte Graben wird von mehreren Bächen auf Brücken überquert, darunter die Rauti. Südlich des Tankgrabens kamen 1942 und 1943 sechs Infanteriebunker und die im November 1942 schussbereit gemachten, aber noch nicht vollständig eingerichteten Artilleriewerke Näfels-Niederberg und Beglingen hinzu, die in den Talhängen untergebracht sind und das Hindernis beidseitig flankieren. Die beiden mittleren Festungswerke hatten neben der Sperrung des Taleingangs primär die Linthebene mit Artilleriefeuer zu belegen, um die Linthstellung zu unterstützen.
Drei weitere Bunker wurden an der Strasse über den Kerenzerberg errichtet, die damals die einzige Strasse längs des Walensees vom Mittelland Richtung Graubünden und Festungsgebiet Sargans war.
Über die Sperrstelle Näfels und Ennetberg wurden 2008 im Rahmen des Projektes «Bunkerwelten» eine Studie über Potential und Schwierigkeiten mit ausgemusterten Bunkeranlagen erstellt.
Noch bestehende Objekte:
- Infanteriewerk Hang A 6742 ⊙
- Infanteriewerk Kreuz A 6745 ⊙
- Infanteriebunker Stampf A 6750 ⊙
- Infanteriebunker Garage A 6751 ⊙
- Infanteriebunker Autschachen A 6753 ⊙
- Infanteriebunker Damm A 6759 ⊙
- Tankgraben mit Barrikade Niederberg T 3500.01 ⊙
- Infanteriebunker Kerenzer links A 6766 ⊙
- Infanteriebunker Kerenzer rechts A 6768 ⊙

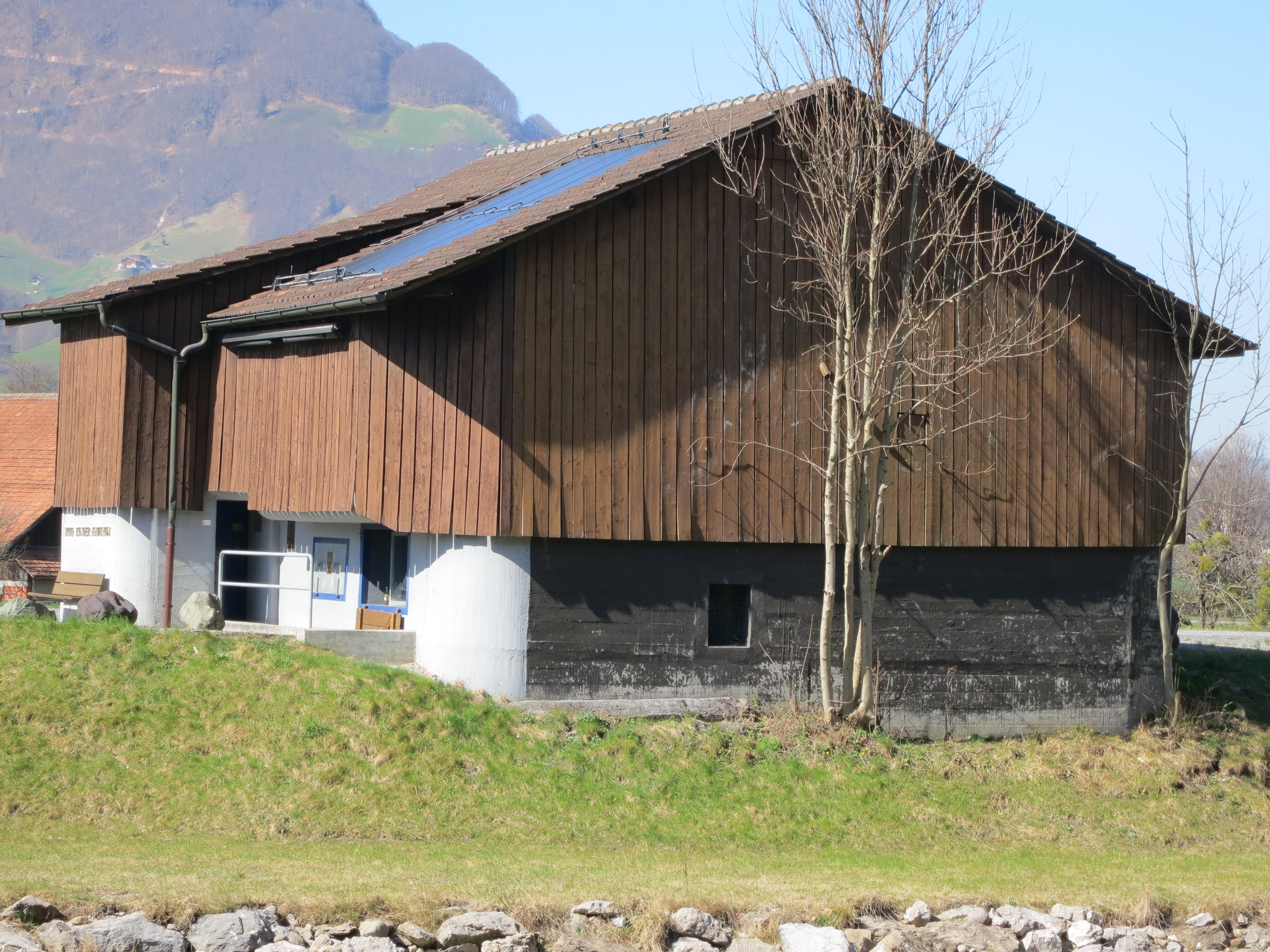
Infanteriebunker Damm A 6759 am Escherkanal, heute Linth-Escher-Auditorium
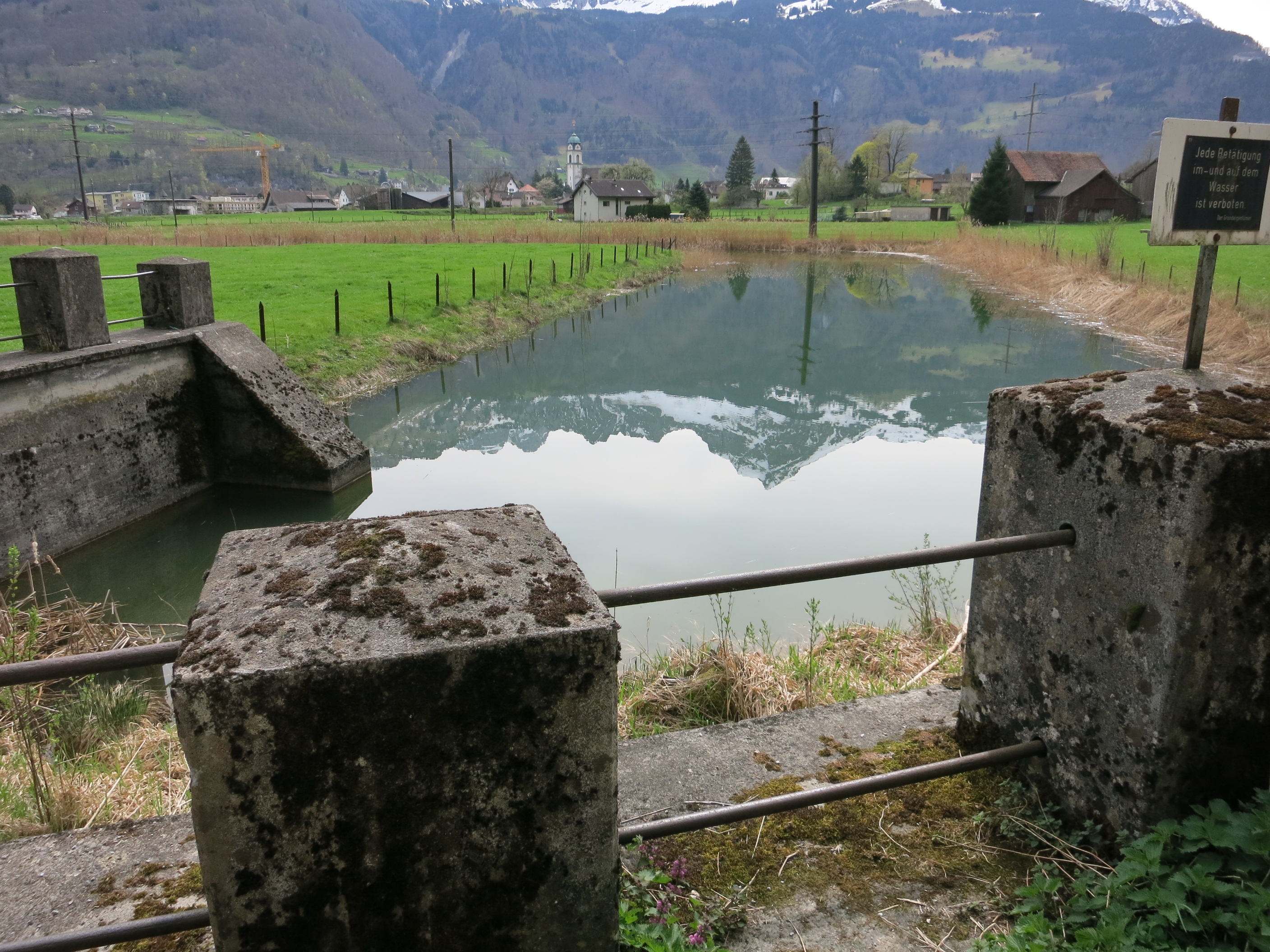
Tankgraben mit Barrikade Niederberg T 3500.01
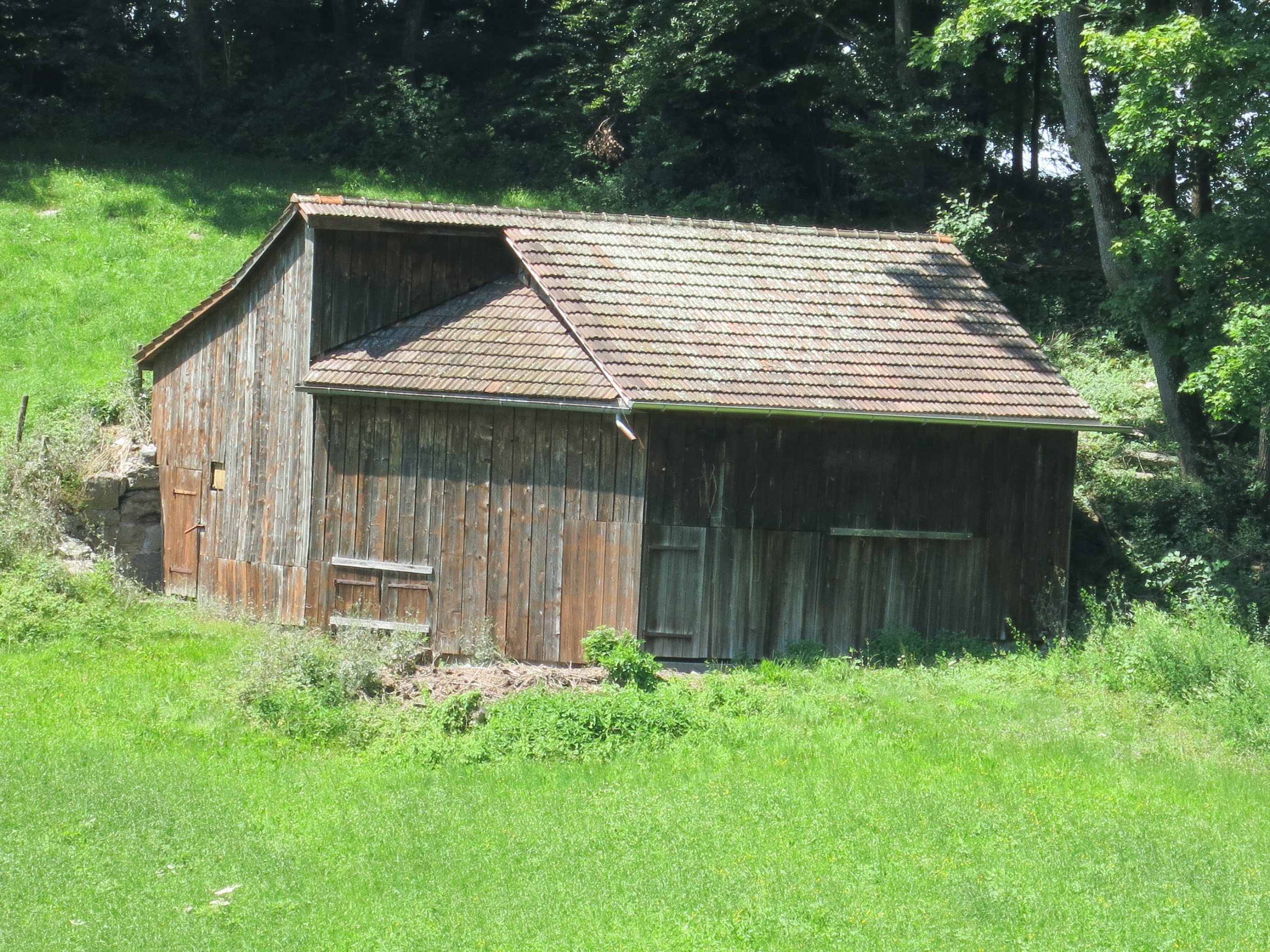
Infanteriebunker, Sperre Kerenzerberg A 6766
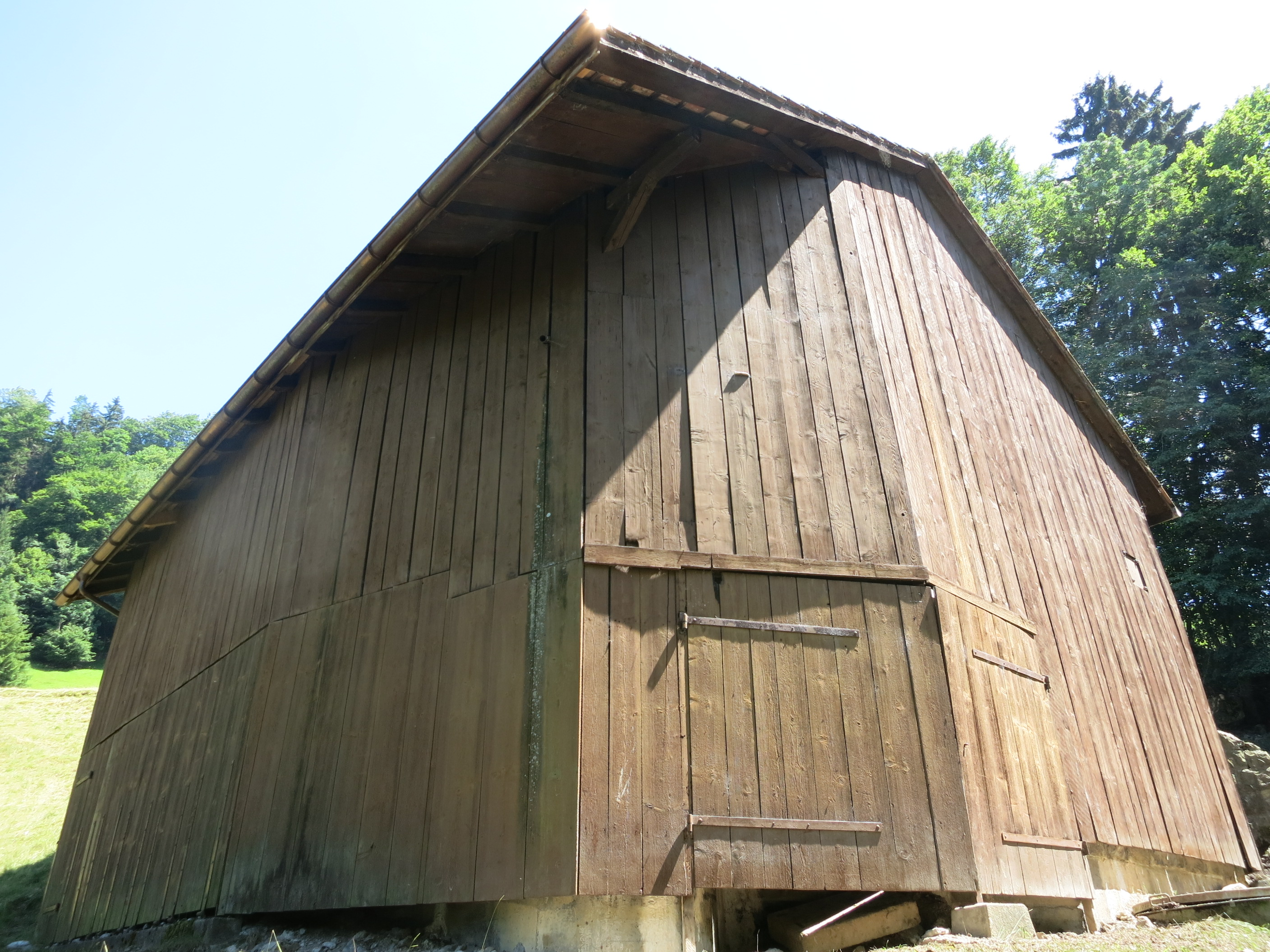
Infanteriebunker, Sperre Kerenzerberg A 6768

## Artilleriewerk Beglingen
Das Artilleriewerk Beglingen (Armeebezeichnung A 6756) befindet sich auf der östlichen Talseite ⊙ der Sperre Näfels und flankierte diese zusammen mit dem Artilleriewerk Niederberg. Es wurde 1941–1943 erbaut.
Das Felswerk umfasste vier Geschützstände, zwei Beobachterstände sowie Nah- und Aussenverteidigung und kostete rund 5 Millionen Franken.
Die Bewaffnung bestand aus zwei 7,5 cm Befestigungskanonen 39 (Ernst und Josef) und zwei 10,5 cm Befestigungskanone 39 (Fridolin und Barbara) sowie einer 4,7 cm Bunker-Panzerabwehrkanone 41 und drei Maschinengewehren.
Von 1942 bis 2009 verkehrte ein 60 Meter langer Von-Roll-Schrägaufzug (Windenbahn, Antrieb in der Bergstation) in einem Stollen vom Eingang (439 m Höhe) zur 1. Etage (465 m Höhe).
Nach der Entlassung aus der Geheimhaltung wurde es 1999 zum Truppenlager umgebaut, diente von 2000 bis 2001 als Asylbewerberunterkunft und bis 2009 als Lager für Museumsgüter des Freulerpalastes. 2018 hat die Gemeinde Glarus Nord die Festung Beglingen, die Tankgräben und den Flugplatz Mollis von der Armasuisse gekauft. Die Gemeinde beschloss, die Festung der Ende Februar 2018 gegründeten Festung Beglingen AG zu überlassen, welche die Anlage instand setzen und betreiben soll. Entgegen den Erwartungen des Vereins Museum Festung Beglingen ist ein reines Museum damit nicht vorgesehen, auch wenn die Betreibergesellschaft den Erhalt des Kulturgutes zum Ziel hat.

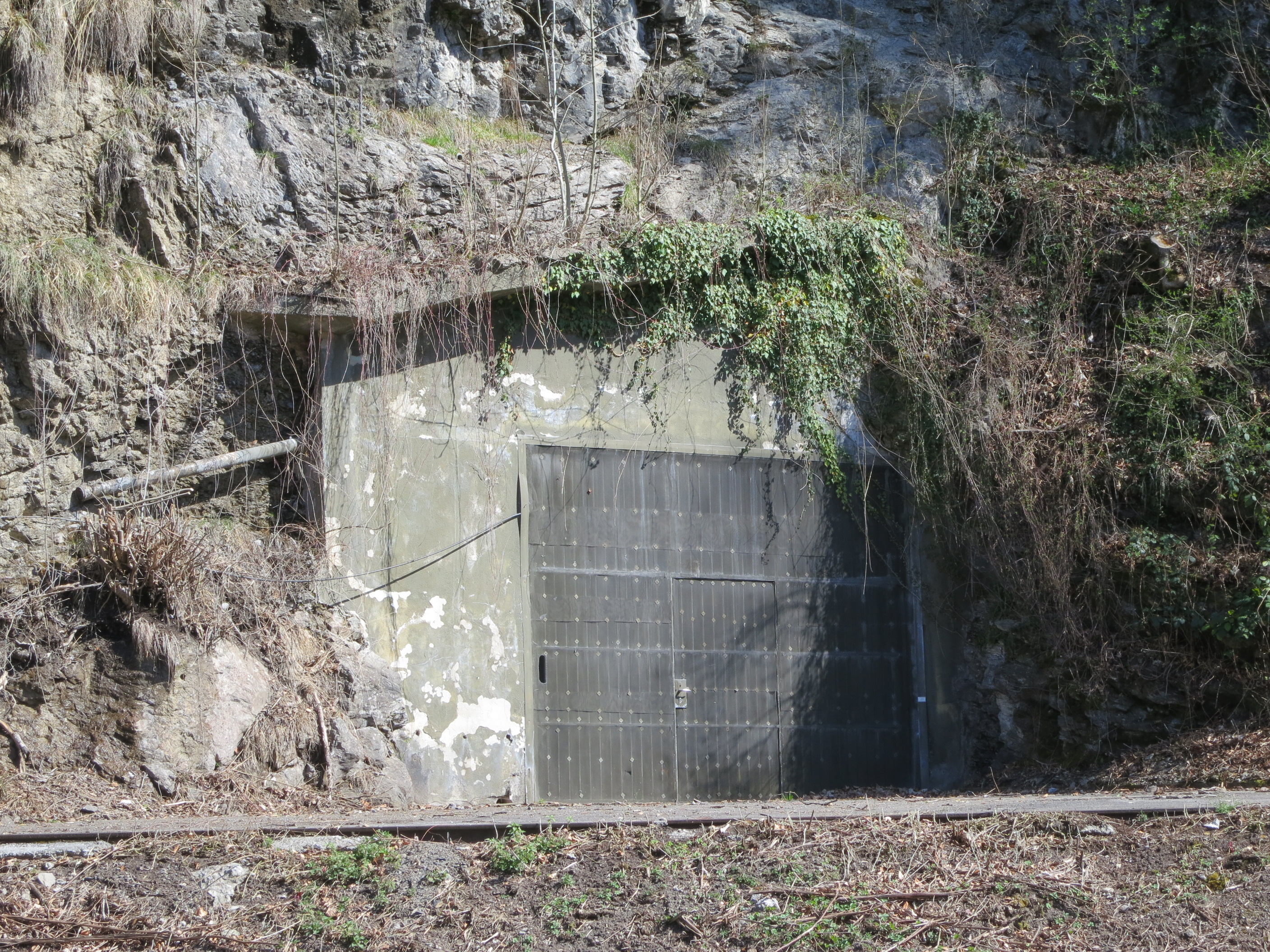
Haupteingang Artilleriewerk Beglingen A 6756

## Artilleriewerk Niederberg
Das Artilleriewerk Niederberg (Armeebezeichnung A 6740) befindet sich auf der westlichen Talseite ⊙ der Sperre Näfels und flankierte diese zusammen mit dem Artilleriewerk Beglingen. Es wurde ab Dezember 1941 gebaut und Ende 1942 fertiggestellt.
Die ursprüngliche Bewaffnung bestand aus vier 7,5 cm Befestigungskanonen 39 auf Ständerlafetten. Diese wurden 1983 durch vier 10,5 cm Haubitzen 46 L22 ersetzt (Geschütze Viktor, Andreas, Ruedi, Balthasar). Die Stollenverteidigung erfolgte mit zwei Maschinengewehrstellungen. Die Kanonen konnten von 1942 bis 1985 bis Ziegelbrücke, Speer, Amden, Mühlehorn am Walensee wirken.
Die Infrastruktur besteht aus einem 400 Meter langen Hauptstollen in 570 m Höhe mit Querstollen zu den Geschützen, vier je 50 Meter langen Kavernen (I-IV) für Unterkunft, Küche, Speisesaal, Telefonzentrale, Schiessbüro, Lüftungszentrale, Motorenraum mit Notstromanlage sowie den Stollen V für zwei Munitionsmagazine. Rund 25 Meter über dem Hauptstollen befinden sich die Stollen zu den Beobachtungsposten und dem Wasserreservoir, die über drei 8 Meter lange Leitern erreichbar sind. Für die Besatzung gab es 100 Betten für die Mannschaft, 40 Betten für Unteroffiziere und Offiziere sowie 30 Betten im Krankenzimmer.
Die gesamten Baukosten beliefen sich auf 4,2 Millionen Franken.
Das Werk wurde 2001 aus der Geheimhaltung entlassen, und 2007 wurde es von der Gemeinde Näfels inklusive Waldparzellen am Niederberg erworben. 2009 wurden die Museumsgüter des Freulerpalastes vom Werk Beglingen hierher umgelagert.

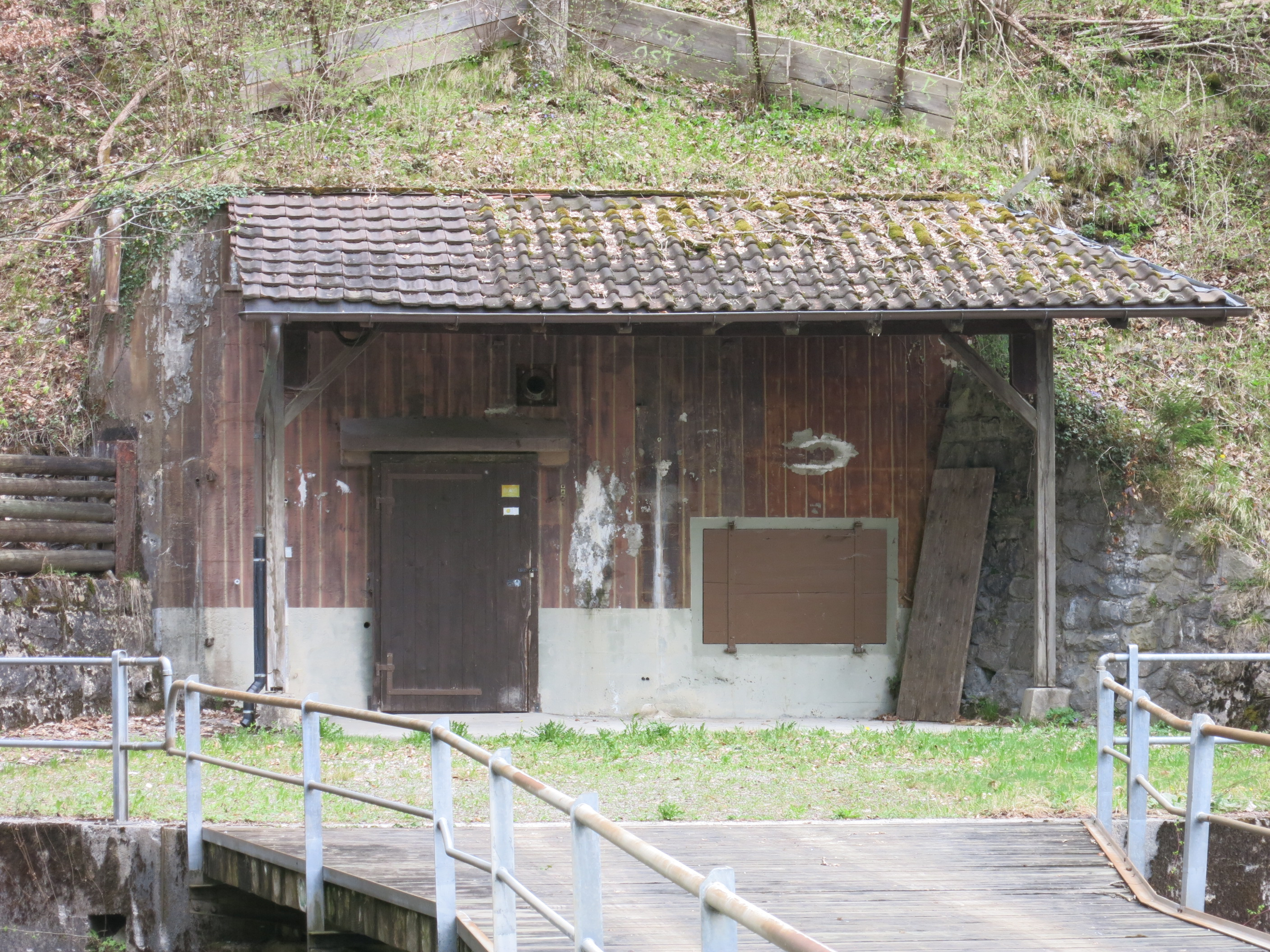
Artilleriewerk Niederberg A 6740
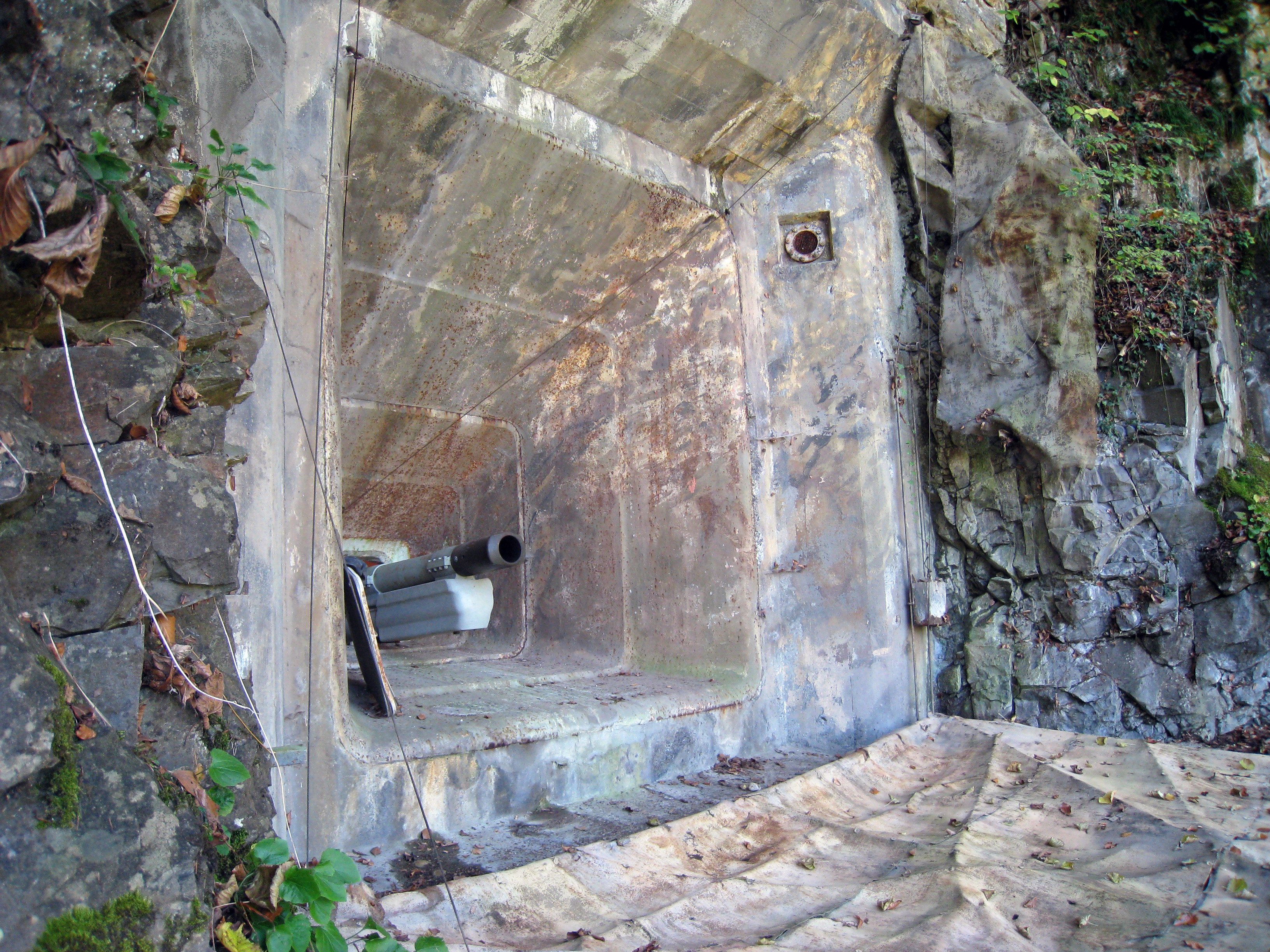
10,5 cm Haubitze «Balthasar»

## Artilleriebunker Ennetberg

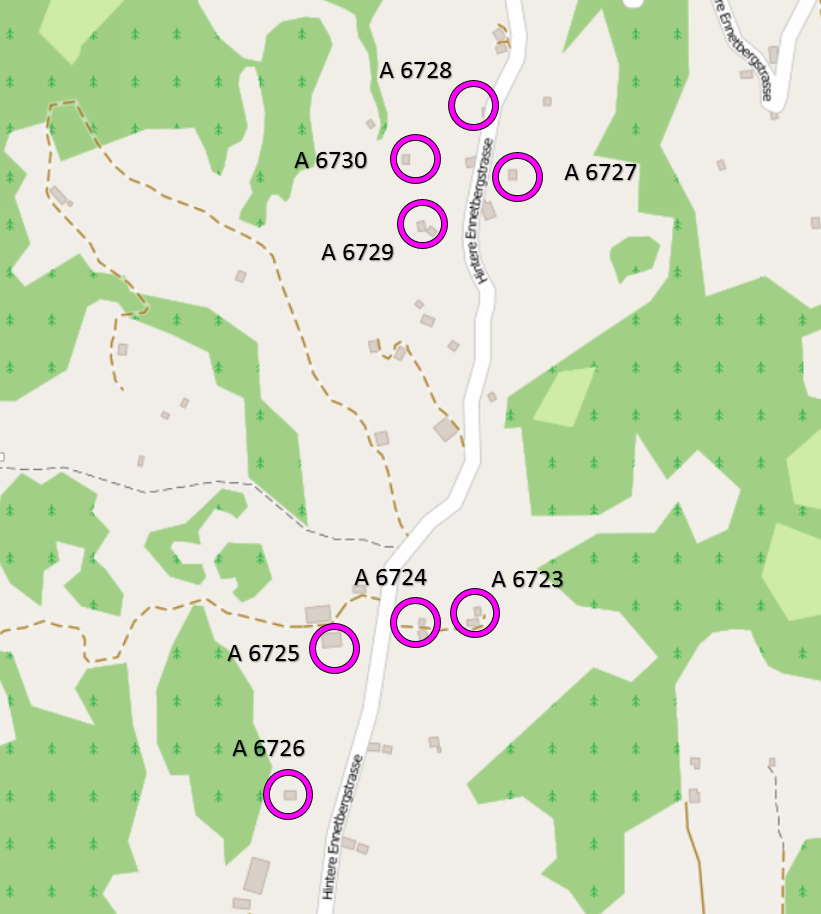
Artilleriebunker Ennetberg

Mit den acht Artilleriebunkern Ennetberg (Armeebezeichnung A 6723–6726 Ennetberg-Matten, A 6727–6730 Ennetberg-Kängel) wurden im Reduit für die mobile Artillerie feste verbunkerte Stellungen geschaffen. Diese wurden im Aktivdienst von den Feldhaubitzebatterien 162 und 163 betrieben.
Die Bunker befinden sich auf dem Hochplateau Ennetberg oberhalb und östlich von Netstal auf rund 950 m. Sie sind über die Ortsteile Matten und Chängel verstreut und als Chalets und Heustöcke getarnt. Aufgrund ihrer Architektur gelten sie als aussergewöhnliche Artilleriestellung.
Die Bewaffnung bestand aus acht 12-cm-Feldhaubitzen 1912/39 L14 (12 cm Hb 12/39), die 1939 mit einer Mündungsbremse und vergrössertem Ladungsraum modernisiert wurden. Die Rohre wurden auf Hebellafetten eingebaut. Später wurden vier Bunker (A 6723, 6726, 6727, 6730) mit der 10,5 cm Haubitze 46 auf Hebellafetten umgerüstet und die restlichen vier für andere Zwecke (A 6724 Magazin, A 6725 Batteriefeuerleitstelle, A 6728 Magazin, A 6729 Unterkunft und Magazin) benutzt.
- Artilleriebunker Ennetberg-Matten A 6723 (12 cm Hb 12/39, später 10,5 cm Hb 46) ⊙
- Artilleriebunker Ennetberg-Matten A 6724 (ursprünglich 12 cm Hb 12/39, später Magazin) ⊙
- Artilleriebunker Ennetberg-Matten A 6725  (12 cm Hb 12/39 und Batterie-Feuerleitstelle, später Magazin, Batterie-Feuerleitstelle) ⊙
- Artilleriebunker Ennetberg-Matten A 6726  (12 cm Hb 12/39, später 10,5 cm Hb 46) ⊙
- Artilleriebunker Ennetberg-Kängel A 6727  (12 cm Hb 12/39, später 10,5 cm Hb 46) ⊙
- Artilleriebunker Ennetberg-Kängel A 6728  (12 cm Hb 12/39, später Magazin) ⊙
- Artilleriebunker Ennetberg-Kängel A 6729  (12 cm Hb 12/39, später Unterkunft und Magazin) ⊙
- Artilleriebunker Ennetberg-Kängel A 6730 (12 cm Hb 12/39, später 10,5 cm Hb 46) ⊙

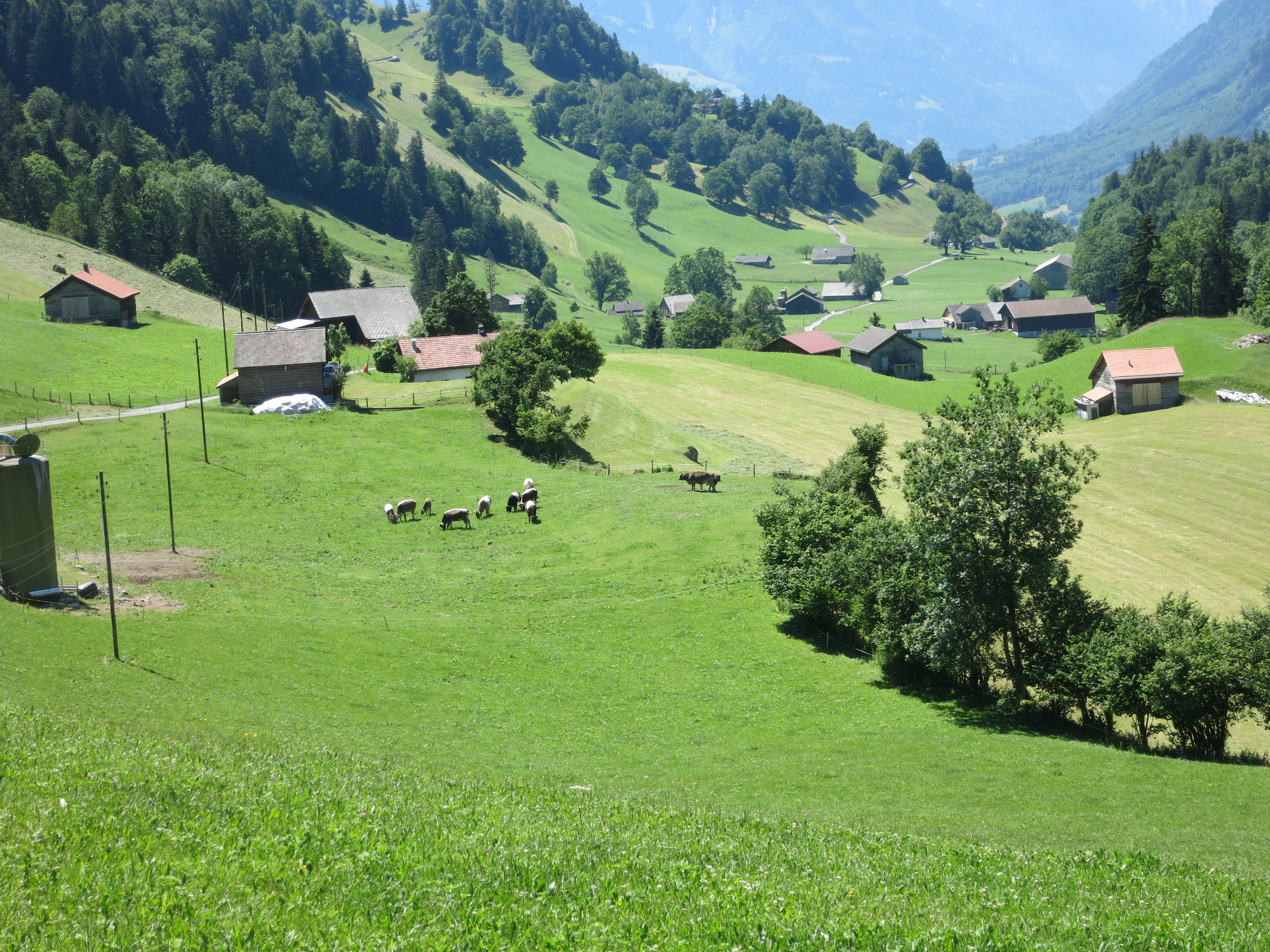
Ennetberg Chängel und Matten mit Artilleriebunker
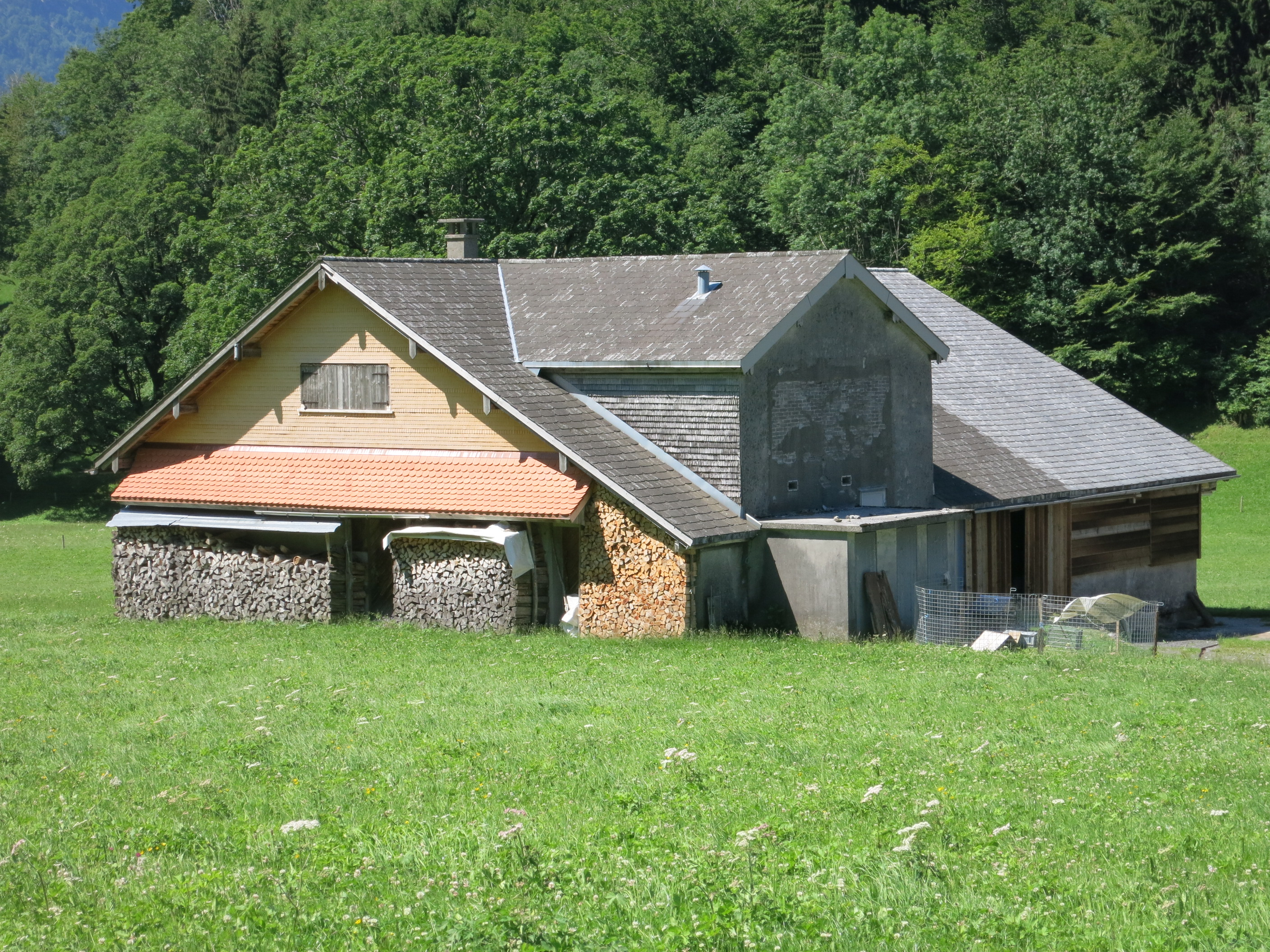
12 cm Kanonen Bunker, Batteriefeuerleitstelle Ennetberg-Matten A 6725
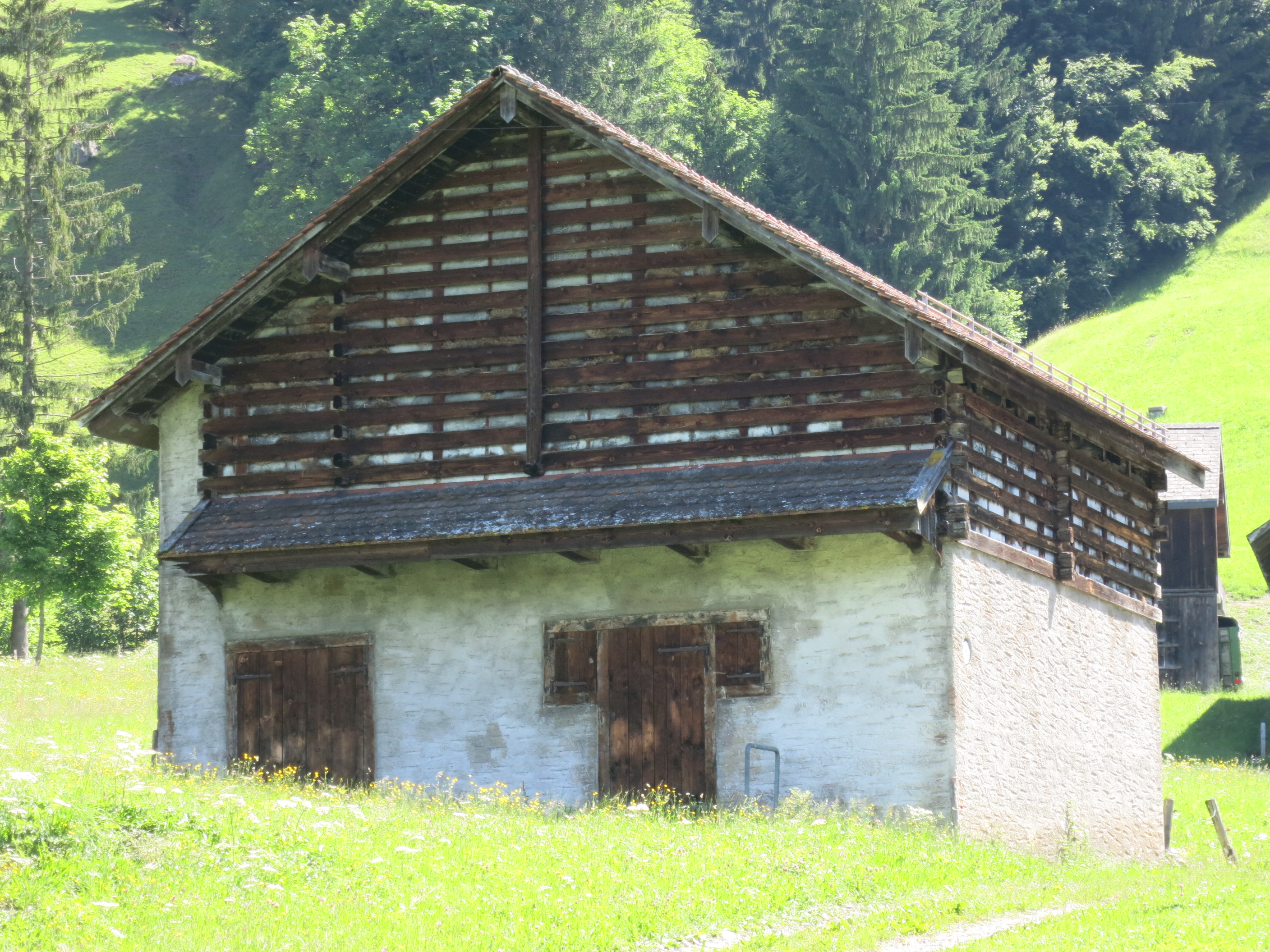
12 cm Kanonen Bunker, Magazin Ennetberg-Matten A 6724
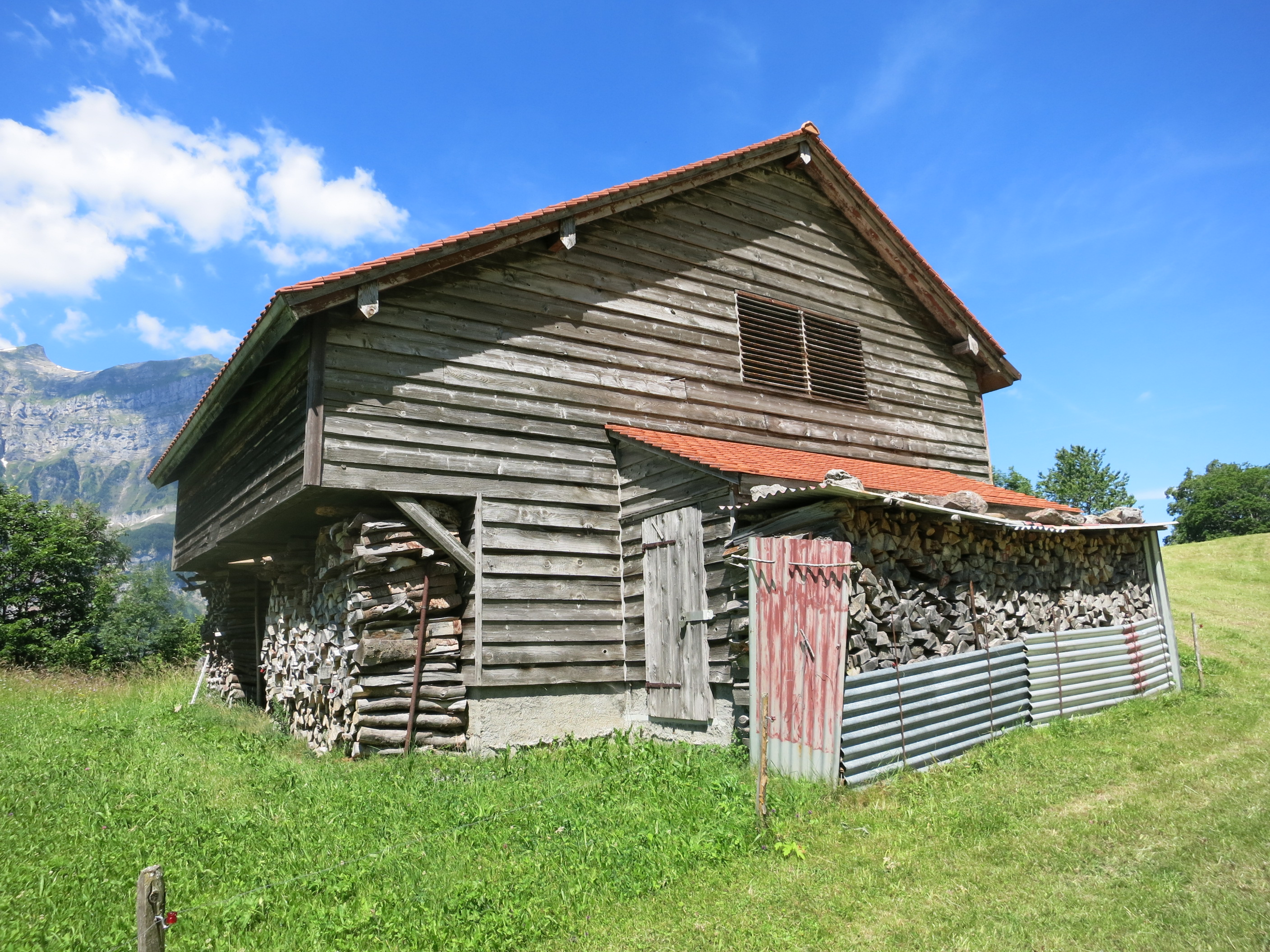
10,5 cm Kanonen Bunker, Ennetberg-Chängel A 6730
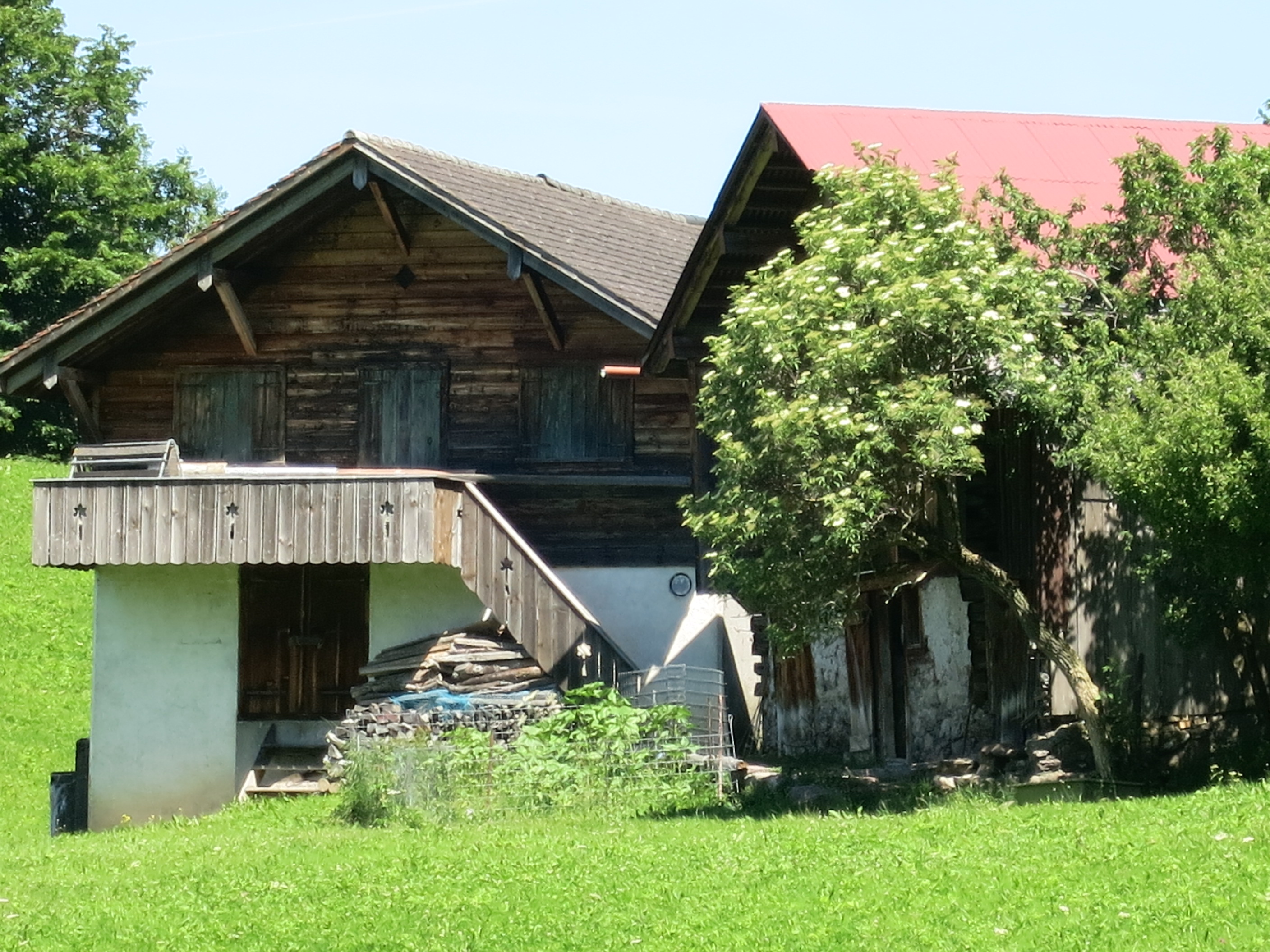
12 cm Kanonen Bunker, Unterkunft, Ennetberg-Chängel A 6729